# 天主教巴罗达教区
天主教巴羅達教區 （拉丁語：Dioecesis Barodensis）是印度一個羅馬天主教教區，屬甘地訥格爾總教區。
教區成立於1966年9月29日，包括古吉拉特邦南部十縣。2012年有教友92,051人（佔轄區總人口0.5%）、四十四個堂區、232名司鐸。現任教區主教為格非‧德羅薩里奧。